# Maggie Blanchard
Pour les articles homonymes, voir Blanchard.
Maggie Blanchard, née à Port-au-Prince en Haïti, est une chanteuse de gospel évangélique, vivant au Québec, Canada.

## Biographie
Maggie Blanchard nait à Port-au-Prince en Haïti et émigre au Québec, Canada, dans son adolescence. À 16 ans, elle réalise son premier album 45 tours au Canada.
C'est en 1999 que sort son premier album solo Libéré. En 2002, elle participe à un album collectif, Expression de louanges. En 2004, Pour tout ce que tu es s'ajoute à sa discographie.  
Elle a réalisé des tournées avec d'autres artistes chrétiens, tels Kirk Franklin et Olivier Cheuwa .
Maggie réalise également plusieurs tournées dans divers pays, dont la France, la Côte d'Ivoire, Madagascar, les États-Unis, Haiti
. Artiste francophone largement reconnue, elle défend "un créneau de 'musique de louange' axé sur l'émancipation spirituelle". 
Elle reverse une part de ses profits à des organismes de parrainage d'enfants, comme Compassion et Vision Mondiale.

## Discographie
Maggie a réalisé 2 albums solo : Libéré en 1999 et Pour tout ce que tu es en 2004.
Elle a participé également en 2002 à l'album collectif Expression de louanges.